# System 21
Pour les articles homonymes, voir System 21 (homonymie).

Le logotype « Polygonizer », lié à la borne d'arcade System 21.

Le System 21, surnommé « Polygonizer », était un système d'arcade compatible JAMMA, créé par la société japonaise Namco en 1988.

## Description
Le System 21 fut le tout premier système d'arcade à pouvoir afficher des polygones. 
Il subit d'importantes innovations techniques entre la sortie de son premier jeu, Winning Run (1988), et son dernier, Cyber Sled (1993). Il fut remplacé en 1993 par le System 22, bien plus puissant. 
Il se présentait sous la forme de quatre circuits imprimés (PCB), logés dans une caisse en métal, et était capable d’animer 60 000 polygones par seconde,.

## Spécifications techniques
- Processeur principal : 2 × Motorola 68000 à 12,288 MHz
- DSP (utilisé pour les calculs 3D) : 4 × Texas Instruments TMS320C25  à 24,576 MHz

Note : Starblade utilise 5 × TMS320C20 à la place.
- Processeur sonore : Motorola 6809 à 3,072 MHz
- Chip sonore : Yamaha YM2151 à 3,58 MHz
- MCU Hitachi HD63705 à 2,048 MHz
- Composants customisés Namco

## Liste des jeux
| Titre                         | Développeur | Éditeur | Système   | Genre | Date |
| ----------------------------- | ----------- | ------- | --------- | ----- | ---- |
| Air Combat                    | Namco       | Namco   | System 21 |       | 1992 |
| Cybersled                     | Namco       | Namco   | System 21 |       | 1993 |
| Driver's Eyes                 | Namco       | Namco   | System 21 |       | 1990 |
| Solvalou                      | Namco       | Namco   | System 21 |       | 1991 |
| Starblade                     | Namco       | Namco   | System 21 |       | 1991 |
| Winning Run                   | Namco       | Namco   | System 21 |       | 1988 |
| Winning Run 91                | Namco       | Namco   | System 21 |       | 1991 |
| Winning Run Suzuka Grand Prix | Namco       | Namco   | System 21 |       | 1989 |